# Scolops maculosus
Scolops maculosus är en insektsart som beskrevs av Ball 1902. Scolops maculosus ingår i släktet Scolops och familjen Dictyopharidae. Inga underarter finns listade i Catalogue of Life.